# ساکس
ساکس دهستانی در استان آلیکانتهٔ اسپانیا است.
در این دهستان ۹٬۵۷۷ نفر زندگی می‌کنند. مساحت این دهستان ۶۳٫۴۱ کیلومتر مربع است.